# Outer Banks

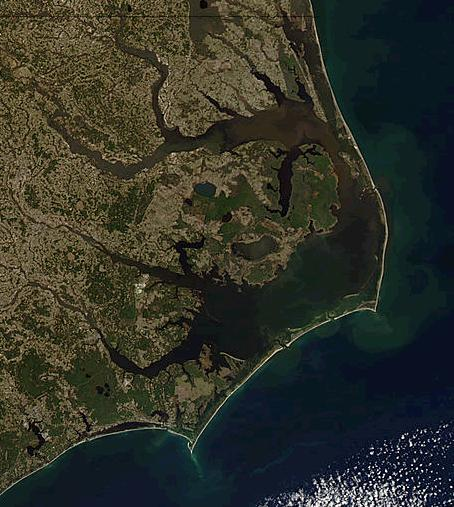
Visione satellitare degli Outer Banks (NASA)

Gli Outer Banks sono una sottile striscia di sabbia che si estende per 160 km disegnando la costa del Carolina del Nord negli Stati Uniti d'America. Separano l'oceano Atlantico dalla Baia di Albermarle (a nord) e dalla Baia di Pamlico (a sud).
Il primo volo dei fratelli Wright ebbe luogo negli Outer Banks il 17 dicembre 1903, a Kill Devil Hills vicino al lungomare della città di Kitty Hawk. Un monumento nazionale commemora lo storico volo.

## Fari
Nelle Outer Banks si trovano 6 fari:
- Faro della spiaggia Currituck, situato a Corolla, Carolina del Nord
- Faro delle paludi Roanoake, situato a Manteo, Carolina del Nord
- Faro dell'isola di Bodie, situato a sud di Nags Head, Carolina del Nord
- Faro di capo Hatteras, situato a Buxton, Carolina del Nord
- Faro dell'isola di Ocracoke, situato a Ocracoke, Carolina del Nord
- Faro di capo Lookout, situato a Carteret County, Carolina del Nord